# Industriemesser
In der Industrie und in Gewerbebetrieben werden im Herstellungs- und Bearbeitungsprozess von verschiedensten Werkstoffen Industriemesser beziehungsweise technische Messer eingesetzt. Sie bestehen meist aus gehärteten Werkzeugstählen, wie beispielsweise chrom-/wolfram-legiertem Werkzeugstahl. Für spezielle Anwendungen wird auch Hartmetall oder Schneidkeramik eingesetzt.  Mit Industriemessern werden vor allem Papiere, Textilgewebe und Bleche, aber auch Holz (Furnier) oder Kunststoffe (z. B. in Verpackungsautomaten) geschnitten. Messer für die Lebensmittelindustrie, insbesondere die Fleisch- oder Fischverarbeitung, bestehen aus rostfreiem Stahl.
Diese Messer nennt man Maschinenmesser, wenn sie in eine Maschine fest eingespannt werden. Für Längsschnitte werden häufig runde Messer mit Durchmessern von 20 bis 600 mm eingesetzt, für Querschnitte dagegen gerade Messer von 40 bis 6000 mm. Herstellungszentren sind in Großbritannien in Sheffield und in Deutschland im Bergischen Land.
Zu den Industriemessern gehören unter anderem Profilmesser und Hobelmesser, Zerspanermesser, Hackmesser, Zackenmesser, Traymesser, Messer für Stammholzschneidanlagen, Blechscherenmesser, Furniermesser, Messerwalzen, Granuliermesser und Rundmesser.